# صفر خواجة
صفر خواجة هي قرية في مقاطعة نظر أباد، إيران. يقدر عدد سكانها بـ 761 نسمة بحسب إحصاء 2016.